# Cord Duesenberg Automobile Museum
Il  Cord Duesenberg Automobile Museum, anche conosciuto come Auburn Cord Duesenberg Automobile Facility, è un museo privato di Auburn in Indiana che è dedicato per conservare le autovetture costruite dalla Auburn, dalla Cord e dalla Duesenberg. Il palazzo che ospita il museo è di stile Art déco ed è stato fondato nel 1930. È comparabile come modelli esposti allo Studebaker National Museum, anch'esso ubicato in Indiana. Fa parte del National Register of Historic Places dal 21 settembre 1978. Dal 5 aprile 2005 è inserito nella lista dei National Historic Landmark.